# Jenny Meyer (operasångerska)
Jenny Meyer, född 26 mars 1834 i Berlin, död 20 juli 1894 i Berlin, var en tysk operasångerska (mezzosopran) och sångpedagog. Efter tio år som framgångsrik konsertsångerska i Europa blev hon 1865 lärare vid Sternska konservatoriet och var ledare för detsamma sedan 1888.

## Biografi
Meyer var dotter till Itzig Meyer och Minna, född Herrmann. Systern Elisabeth (1831–1919) gifte sig 1852 med Julius Stern, ledare för och medgrundare av Sternska musikkonservatoriet. Som dotter till en förmögen bankir hade Meyer initialt svårt att få gehör inom familjen för sina konstnärliga ambitioner. Hon studerade sång för Caroline Caspari och blev 1855 elev hos sin svåger vid Sternska konservatoriet, där hon studerade i två år. Stern fungerade fortsättningsvis som endera mentor eller agent för henne. Debuten ägde rum i Berlin 1855 i Julius Schneiders oratorium Luther och året därpå var hon solist på konserthuset Gewandhaus i Leipzig och fick omedelbart genomslag. Med hänsyn till sin bakgrund accepterade hon inte anställning vid operor och nekade exklusiva erbjudanden av Botho von Hülsen. Ett felaktigt rykte spreds dock i pressen om, att Meyer planerades efterträda Johanna Jachmann-Wagner vid Berlins statsopera. I stället etablerade hon sig som konsertsångerska och turnerade i Europa i tio år. Hon gästade scener i Nordtyskland, sjöng med Sternska sångsällskapet (Stern'sche Gesangverein), framträdde återkommande med Leipzigs symfoniorkester, konserterade i Weimar och Breslau, och sjöng på Gürzenich i Köln. 1858 besökte hon Holland och 1861 Rostock. Därutöver gästade hon Paris och England, varest hon sjöng på hovkonserter för drottning Viktoria av Storbritannien.
1865 anställdes hon vid Sternska konservatoriet och blev därmed skolans första kvinnliga lärare. I den rollen var hon högt aktad, och som beundrare av italiensk opera, hämtade hon pedagogiska metoder från Francesco Lamperti och Mathilde Marchesi. Den enda sångteknik hon accepterade i klassrummet var den praktiserad av Giuseppe Concone och Marco Bordogni med platt liggande tunga. Bara mellan 1889 och 1894 undervisade hon 210 elever och lät till och med utbilda en blind elev, som fick provspela för Joseph Joachim. Flera av Meyers kvinnliga alumner nådde ryktbarhet som sångerskor och pedagoger, däribland Ottilie Fellwock, Fanny Opfer och Selma Nicklass-Kempner, sedermera lärare vid konservatoriet.
Julius Stern drog sig sedan 1877 successivt tillbaka från ledningen av konservatoriet, och när han avled 1883, blev Robert Radecke ny ordförande; detta eftersom chefspositioner inom kulturinstitutioner var ovanliga för kvinnor. Kvarvarande i konservatoriets högsta organ utövade hon inflytande och köpte hela äganderätten av skolan i oktober 1888. Till konstnärlig rådgivare utnämnde hon 1890 Friedrich Gernsheim. Under Meyers ledarskap ökade antalet kvinnliga studenter, även på för kvinnor otypiska instrument som violin. Förutom från Österrike och Schweiz, kom allt fler elever från länder som USA, Storbritannien, Ryssland, Marocko, Brasilien, Italien och de skandinaviska nationerna. Desslikes ökade antalet kvinnliga lärare; av 40 lärare för läsåret 1890/1891 var 15 kvinnor, och procentmässigt minskade kvinnorna mot sekelskiftet, då konservatoriet leddes av Gustav Hollaender. Meyer ansågs som chef vara självständig, disciplinerad och mer konservativ än Julius Stern. I likhet med andra privata musikläroverk tog hon avstånd från Richard Wagner, vars verk hon avlägsnade från läroplanen, och orienterade utbildningen efter mönster av Kungliga musikhögskolan (Königlichen Hochschule für ausübende Tonkunst).
Meyer avled oväntat av ett slaganfall 1894 och hennes grav ligger intill Julius Sterns på den judiska begravningsplatsen i stadsdelen Weissensee i Berlin. Systern Anna Meyer, tidigare elev vid konservatoriet, ärvde ägarskapet över skolan, som 1895 köptes av Gustav Hollaender.